# Príncipe Imperial do Brasil
Príncipe Imperial do Brasil (Princesa Imperial, no feminino) foi o título conferido ao herdeiro aparente ou presuntivo do trono do Império do Brasil, durante os reinados dos imperadores Pedro I e Pedro II. Após o golpe que proclamou a República, em 15 de novembro de 1889, o título continuou a ser usado pelos descendentes da família imperial brasileira, de jure, sem reconhecimento oficial do Estado.
De acordo com a constituição brasileira de 1824, apenas o primeiro na linha sucessória recebia o título de Príncipe Imperial, cabendo aos demais filhos do monarca o título de Príncipe (sem contudo ter qualquer ligação com o antigo título português). O primogênito do Príncipe Imperial era denominado Príncipe do Grão-Pará. À regra, todavia, fizeram-se diversas exceções ao longo da história, ante a necessidade de se designar um herdeiro aparente ao trono brasileiro enquanto o imperador não tivesse filho. Assim o foi quando da maioridade de Pedro II, designando-se sua irmã Januária como sua herdeira aparente.
Após a Proclamação da República, o movimento monarquista brasileiro passou a utilizar o título informal de Chefe da Casa Imperial Brasileira para designar o herdeiro de jure do trono imperial, e não o de Príncipe Imperial, que fica para o segundo na linha.

Estandarte pessoal usados pelos Príncipes Imperiais do Brasil.

## Norma constitucional de 1824
A constituição brasileira de 1824, revogada em 1891, estabelecia em seu art. 105 que "o herdeiro presuntivo do Império terá o título de – Príncipe Imperial, e o seu primogênito o de – Príncipe do Grão-Pará".

### Privilégios inerentes ao título

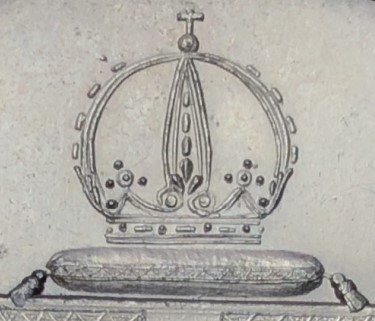
Detalhes de autoria de Zéphyrin Ferrez, em 1848, mostrando o formato da coroa de Príncipe Imperial na medalha mortuária de Afonso Pedro de Bragança.

Conforme o artigo 46, capítulo 3, título IV, da constituição brasileira de 1824, os príncipes brasileiros recebiam automaticamente o cargo de senadores, logo que chegassem à idade de vinte e cinco anos.
Dessa forma, em 1871, a princesa imperial, Dona Isabel, tornou-se a primeira senadora do Brasil. Há que se notar que foi a única a desfrutar desse dispositivo constitucional, haja vista que todos os príncipes brasileiros que a antecederam morreram antes dos vinte e cinco anos ou se casaram com estrangeiros e partiram do país, à exceção de seu pai, que assumiu o trono imperial do Brasil aos catorze anos de idade, e de sua tia Maria da Glória de Bragança, que assumiu o trono português aos quinze anos de idade, como Maria II. Depois de D. Isabel, a monarquia foi extinta antes que os príncipes pudessem tornar-se senadores.

## Uso do título
A Constituição brasileira de 1891, em seu art. 72, extinguiu os título de nobreza ao estabelecer, em definitivo, que "todos são iguais perante a lei" (§ 2º) e que, portanto, "a República não admite privilégios de nascimento, desconhece foros de nobreza e extingue as ordens honoríficas existentes e todas as suas prerrogativas e regalias, bem como os títulos nobiliárquicos e de conselho".
Quase que concomitante à promulgação constitucional foi expedido o aviso ministerial de 23 de março de 1891, em que, João Barbalho Uchôa Cavalcanti, então ministro dos negócios do interior, responde a questionamento do ministério da Guerra sobre como usar títulos e condecorações com o mandamento do parágrafo 2º do artigo 72 da constituição recém-promulgada. O documento pondera que quem tinha títulos poderiam usar e cita que um decreto do governo provisório criou o título de "generalíssimo" para Deodoro da Fonseca e ainda que muitos dos signatários da Constituição de 1891 assinaram com seus títulos.
Com a promulgação da Constituição de 1988, o artigo 72 da Constituição Brasileira de 1891 não é mais válido. Embora a Constituição de 1988 proíba o Estado de conceder novos títulos de nobreza ou reconhecê-los oficialmente, o uso de títulos antigos, como forma de identificação histórica ou cultural por descendentes da antiga monarquia, não é considerado ilegal.

## Lista de príncipes imperiais
Maria da Glória foi Princesa Imperial e herdeira aparente ao trono imperial brasileiro nos períodos 1822–1825 e 1831-1835, perdendo o título para o recém-nascido D. Pedro de Alcântara. Contudo, após a ascensão de seu irmão como Imperador Dom Pedro II em 7 de abril de 1831, D. Maria voltou a ser Princesa Imperial até a promulgação do da Lei n.91 de 30 de outubro de 1835, quando deixou de ser  considerada membro da família imperial.
| Nome                                                           | Imagem | Nascimento              | Soberano | Morte                  | Relação com o monarca |
| -------------------------------------------------------------- | ------ | ----------------------- | -------- | ---------------------- | --------------------- |
| Maria da Glória 7 de setembro de 1822 – 2 de dezembro de 1825  |        | 4 de abril de 1819      | Pedro I  | 15 de novembro de 1853 | Filha                 |
| Pedro de Alcântara 2 de dezembro de 1825 – 7 de abril de 1831  |        | 2 de dezembro de 1825   | Pedro I  | 5 de dezembro de 1891  | Filho                 |
| Maria da Glória 7 de abril de 1831 – 30 de outubro de 1835     |        | 4 de abril de 1819      | Pedro II | 15 de novembro de 1853 | Irmã                  |
| Januária Maria 30 de outubro de 1835 – 23 de fevereiro de 1845 |        | 11 de março de 1822     | Pedro II | 18 de março de 1901    | Irmã                  |
| Afonso Pedro 23 de fevereiro de 1845 – 11 de junho de 1847     |        | 23 de fevereiro de 1845 | Pedro II | 11 de junho de 1847    | Filho                 |
| Isabel Cristina 11 de junho de 1847 – 19 de julho de 1848      |        | 29 de julho de 1846     | Pedro II | 14 de novembro de 1921 | Filha                 |
| Pedro Afonso 19 de julho de 1848 – 9 de janeiro de 1850        |        | 19 de julho de 1848     | Pedro II | 9 de janeiro de 1850   | Filho                 |
| Isabel Cristina 9 de janeiro de 1850 – 15 de novembro de 1889  |        | 29 de julho de 1846     | Pedro II | 14 de novembro de 1921 | Filha                 |